# Helenów (powiat ostrzeszowski)
Helenów – kolonia w Polsce położona w województwie wielkopolskim, w powiecie ostrzeszowskim, w gminie Mikstat.